# Terremoto de Nicaragua de 1992
El terremoto de Nicaragua en 1992 ocurrió frente a la costa del Pacífico de Nicaragua a las 18:16 hora local el 1 de septiembre. El terremoto se había registrado de 7,8 en la   escala sismológica de magnitud. Aunque el terremoto en sí no causó daños, generó un tsunami inusualmente grande para su magnitud. Al menos entre 116 y 170 personas murieron y muchas desaparecieron después de que las grandes olas del tsunami arrasaron las ciudades costeras de Nicaragua. El tsunami resultante también causó daños importantes en Costa Rica. El terremoto fue causado por una falla de empuje a lo largo de un límite de placa convergente que creó un tsunami desproporcionadamente grande para la magnitud de onda superficial.

## Encuadre tectónico
Frente a la costa oeste de América Central, incluidos El Salvador, Honduras y Nicaragua, se encuentra un margen de placa convergente donde chocan dos placas tectónicas. La Placa de Cocos, hecha de corteza oceánica, se mueve hacia el noreste, hacia la Placa del Caribe, donde Centroamérica se asienta sobre la corteza continental. Las dos litosferas se encuentran en la Fosa de América Central, donde la placa de Cocos, al ser más densa, se subduce debajo de la placa del Caribe. Los datos de GPS recopilados durante un período de dos décadas muestran que la placa de Cocos se está moviendo hacia Centroamérica a una velocidad de 8,23 ± 0,22 cm / año.

## Terremoto
En la escala de magnitud de onda de superficie, el terremoto tuvo una magnitud moderadamente grande de 6,8 Ms  a 7,2 Ms , mientras que en la escala de magnitud de momento, se recalculó a 7,8 Mw . El terremoto tuvo un mecanismo focal correspondiente a fallas de empuje resultantes de una ruptura en una zona de subducción. Aunque tenía una profundidad focal poco profunda de 22,5 km, la mayor parte del momento sísmico y el mayor deslizamiento se distribuyeron a una profundidad de menos de 10 km. Se estimó que un área de ruptura de 79,4 km de largo por 41,7 km de ancho fue la fuente del terremoto. La ruptura produjo un deslizamiento máximo de 15,2 metros a lo largo de la zona de subducción.

### Características
Este terremoto era el primer tsunami terremoto para ser grabado utilizando instrumentos de banda ancha modernos. La superficie inicial magnitud ondulatoria, el cual utiliza olas únicas de un periodo de 20 segundos, estuvo estimado en 7.0–7.2. La parte de la Trinchera de América Media fuera Nicaragua contiene relativamente poco sedimento, dejando el resbalón para propagar arriba-meter completamente al fondo de trinchera, el cual tiende para generar grande tsunamis. El sedimento de trinchera aquí ha sido subducido y estas mentiras materiales blandas a lo largo de la interfaz de plato. La ruptura de la velocidad a lo largo de tal zona es significativamente más lento que para la mayoría de zona de subducción empuja terremotos, mientras el foco del terremoto era mucho más superficial que el terremoto de zona de subducción típico. Utilizando periodo más largo olas sísmicas, las magnitudes han sido calculadas en la gama 7.8 Mw , compatible con la medida del observado tsunami.

## Tsunami
El tsunami con una altura máxima de 10 metros se estrelló contra la costa nicaragüense aproximadamente 45 minutos después del terremoto. No se emitieron advertencias de tsunami a las comunidades costeras antes de que golpearan las olas. El pueblo de El Tránsito en la costa nicaragüense sufrió el mayor daño por el tsunami, pero muy poco por el terremoto. En El Tránsito, el tsunami tuvo una altura máxima de avance de 9,9 metros, devastando la comunidad. El daño causado por el tsunami fue completo: casi arrasó con la pequeña comunidad de pescadores.

## Impacto
El terremoto en sí no provocó ningún terremoto fuerte en la costa. A pesar del epicentro ubicado a casi 120 km de la costa, muchas personas a lo largo de la costa apenas lo sintieron. El terremoto solo tuvo una intensidad máxima de Mercalli Modificado de III (Débil), que corresponde a un temblor leve que la mayoría de la gente siente.
Entre 116 y 170 personas se ahogaron en el tsunami. La mayoría de las muertes fueron niños durmiendo cuando golpearon las olas. Según los informes, el tsunami golpeó a las 8:00 p.m. hora local, según los vecinos que estaban viendo la televisión. Muchos adultos físicamente fuertes pudieron escapar y sobrevivir al tsunami. Todas las 116 a 170 muertes fueron niños o adultos que dormían o no podían correr físicamente. El tsunami también hirió al menos a 500 personas. Otras 13.000 personas se quedaron sin hogar debido a las más de 1.500 viviendas destruidas.